# Pseudephedrus lambersi
Pseudephedrus lambersi är en stekelart som beskrevs av Jaroslav Stary 1976. Pseudephedrus lambersi ingår i släktet Pseudephedrus och familjen bracksteklar. Inga underarter finns listade i Catalogue of Life.